# Трамвай у Монпельє
Трамвай у Монпельє (фр. Tramway de Montpellier‎) — діюча трамвайна мережа у місті Монпельє, Франція. Введена в експлуатацію у червні 2000. На жовтень 2015 року вона складається з чотирьох ліній протяжністю 63 км (84 зупинок).